# 東洋副克里介
東洋副克里介（学名：Parakrithe japonica）为荊花介科副克里介屬下的一个种。